# Litecoin
 (décembre 2016).
Litecoin (symbole monétaire : Ł ; sigle : LTC) est une monnaie électronique distribuée (crypto-monnaie) sous licence libre (MIT License), inspirée par et techniquement similaire à Bitcoin. Le Litecoin est souvent considéré comme « l’argent » par rapport à « l’or » du Bitcoin.
Litecoin peut fonctionner avec les mêmes logiciels « d’exploitation minière » que Bitcoin.
Chaque Litecoin est divisé en cent millions d'unités plus petites, définies par huit décimales.
Le Litecoin est une marque déposée par la fondation éponyme 111 North Bridge Road Singapour.

## Historique
Litecoin a été développé par l'intermédiaire d'un client open source sur GitHub le 7 octobre 2011 par Charlie Lee, un ancien employé de Google. Le code de Litecoin est une modification du code de Bitcoin.
En avril 2017, la fondation Litecoin (organisme a but non lucratif) est créé à Singapour dans l'objectif de promouvoir le Litecoin. En mai de la même année, le soutien de SegWit est activé dans le logiciel Litecoin Les premiers échanges atomiques sont effectués en septembre 2017 : pendant 4 jours, des transactions entre Litecoin et Decred, Litecoin et Vertcoin, Litecoin et Bitcoin sont produites. Le 15 décembre 2017, le taux de change du Litecoin est ajouté au Bloomberg Terminal.
Le 18 février 2018, Litecoin connait son premier Fork, le Litecoin Cash, par un groupe de développeurs indépendants de la Fondation Litecoin. Cette initiative est vivement critiquée par le créateur de Litecoin, Charlie Lee,. En juillet 2018, Google ajoute le Litecoin à son outil de conversion de devises.
En mars 2021, la capitalisation de Litecoin atteint 13,3 milliards dollars. En septembre 2021, un faux communiqué annonçant un partenariat entre Walmart et Litecoin est publié sur le web. Celui-ci explique que le géant de la distribution acceptait désormais les paiements en Litecoin. Le compte Twitter de Litecoin relaie l'information. Il s'avérait en fait d'une fausse information dans lequel ni Walmart, ni Litecoin n'étaient impliqués. Le cours du Litecoin bondit de 30% en 15 minutes avant de revenir à la normale.

## Caractéristiques générales
| Quantité maximale émettable (unité) | Quantité émise (novembre 2022) (unité) | Algorithme | Difficulté à juillet 2018 (TH/S) | Type de preuve    | Inflation      | Anonymité                  | Commentaire particulier |
| ----------------------------------- | -------------------------------------- | ---------- | -------------------------------- | ----------------- | -------------- | -------------------------- | ----------------------- |
| 84 000 000                          | 71 637 606                             | Scrypt     | 303                              | Preuve de travail | Non applicable | Possible via Mimble Wimble | Non applicable          |

## Différences avec Bitcoin
Litecoin offre quelques différences par rapport à Bitcoin :
- Le réseau de Litecoin a pour but de créer un bloc toutes les deux minutes trente, plutôt que toutes les dix minutes pour Bitcoin.
- Confirmation plus rapide des transactions.
- Frais de transaction minimes[13].
- L'interface a été modifiée de manière à empêcher la création d'ASIC, mais des ASIC ont quand même été produits, rendant le minage sur du matériel standard irréalisable.
- L'algorithme de minage peut s'exécuter en même temps et sur les mêmes machines utilisées pour miner des bitcoins.

## Minage
Le Litecoin peut être miné individuellement ou par l'intermédiaire de pools. Le taux d'émission de la monnaie suit une série géométrique qui diminue de moitié tous les 840 000 blocs, ce qui survient à peu près tous les quatre ans jusqu'à atteindre un total de 84 millions de LTC.
L'algorithme SCrypt utilisé par Litecoin a été conçu pour être gourmand en mémoire (bande passante) de manière à entraver la création d'ASIC. Néanmoins, des ASIC ont été développées pour l'algorithme SCrypt (exemple : Bitmain L3). Plus un pool est stable et de qualité, plus les tâches seront confiées aux « mineurs » dans le cas du Litecoin.

## Transactions
Les transactions sont enregistrées sur la chaîne de blocs spécifique au Litecoin.
En 2016, la chaîne de blocs a enregistré en moyenne :
- 7 500 transactions par jour,
- un volume de 10 000 000 de Litecoins par jour,
- un temps de confirmation de 2,5 minutes. C’est 4 fois plus rapide que le Bitcoin, ce qui permet d’obtenir une validation de transaction plus rapide.

En 2018, le Litecoin a connu un pic de 200 000 transactions par jour.
En 2020, le réseau Litecoin disposait de plus de 1 400 nœuds. Chacun d'entre eux est une copie de l'ensemble des données de transaction. Cela signifie que les données ne sont pas contrôlées par une seule entité, mais par un réseau décentralisé. La vitesse des transactions a considérablement augmenté après l’activation de SegWit dans le réseau Litecoin,.

## Places d'échange
Le Litecoin peut être échangé sur différentes plateformes à travers le monde.
| Plateforme(s)                                                                   | Plateforme(s) | Plateforme(s)          | Plateforme(s) |
| En Euro                                                                         | En Dollar | En Yuan                | En Bitcoin |
| ------------------------------------------------------------------------------- | --- | ---------------------- | --- |
| Binance Coinbase Cryptonator Kraken Yacuna Bitstamp LitecoinLocal CoinsBank WEX | 247exchange Bitfinex Wex (Anciennement Btc-e) Coinbase Cryptonator OKCoin BitBay Kraken Bitstamp C-CEX LitecoinLocal Gemini | Huobi BTC China OKCoin | Coinbase Cryptonator Poloniex Kraken Bitstamp Bittrex Binance Bitfinex C-CEX Shapeshift Robinhood OKEx RightBTC Bit-Z Huobi Gemini DOBI Trade DigiFinex SouthXchange |